# 파이 이야기
《파이 이야기》(영어: Life of Pi)는 얀 마텔이 2001년에 발표한 소설이다. 2012년 원제와 같이 《라이프 오브 파이》라는 제목으로 영화화되었다.

## 줄거리
주인공 파이는 힌두교, 기독교, 이슬람교를 모두 믿는 16살 타밀족 소년이다. 인도 퐁디셰리(폰디체리)에서 동물원을 운영하던 파이 가족인 아버지, 어머니, 형, 파이는 동물원에 대한 정부의 지원이 끊기자 캐나다로 이민을 준비한다. 하지만 그들을 태우고 캐나다로 가던 일본 화물선, 침춤 호가 예상치 못한 폭풍우에 침몰한다. 파이는 간신히 구명보트에 오른다. 구명보트에는 다리를 다친 얼룩말, 굶주린 하이에나, 오랑우탄 오렌지 주스, 그리고 보트 아래 몸을 숨기고 있었던 벵갈호랑이 리처드 파커(Richard Parker)가 올라타 있었다. 시간이 갈수록 배고픔에 지쳐있던 동물들은 공격하기 시작하고 결국 남은 것은 파이와 벵갈호랑이 리처드 파커 뿐이었다. 영리한 파이는 살아남기 위해서 아버지의 가르침을 떠올리고 리쳐드파커와의 관계에서지지 않고 우위를 차지한다. 파이는 리쳐드파커와 함께 바다 위에서 살아가는 법을 습득하게 되고 다양한 사건을 경험하면서 배가 침몰한지 227일이 지난 뒤 그는 구조된다.

## 주요 테마
- 삶은 이야기이다.

저자인 얀 마텔에 의하면 파이 이야기는 세 개의 문장으로 요약할 수 있다고 한다. 첫째, 삶은 이야기이다. 둘째, 자신의 이야기는 자기 자신이 결정할 수 있다. 셋째, 신과 함께한 이야기는 더 나은 이야기를 만든다.
- 역경을 통한 성장

BS는 마텔의 이야기를 역경을 통해 개인이 성장하는 이야기중 하나라고 설명했다. 파이는 어렸을 때 “호랑이는 무섭다”라고 배운다. 하지만 시간이 지나고 구명보트에서 필사적으로 살아남기 위해 구명보트위에서 생존방법을 터득하여 성장하게 된다.

## 등장인물
- 파이

인도 폰디셰리 동물원 사육사의 열여섯 살 이야기이다. 파이는 종교적인 광신도이지만, 자신이 어떤 종교의 광신도인지는 아직 확실히 알지 못한다. 대신 서로 다른 신앙들을 “파리들”처럼 끌어모으며 기독교와 이슬람, 힌두교를 동시에 믿는다. 파이의 아버지는 캐나다에서 새로운 삶을 시작하기로 결정하고, 파이네 가족은 동물들과 그 밖의 가진 것들을 꾸린 뒤 화물선에 오른다.
- 리처드 파커

수컷 성체 벵가 호랑이. 밀림에서 어미가 사살되며 동물원으로 가게 된다.

## 평가
2002년 맨 부커상 수상작이다.